# Markku Paasonen

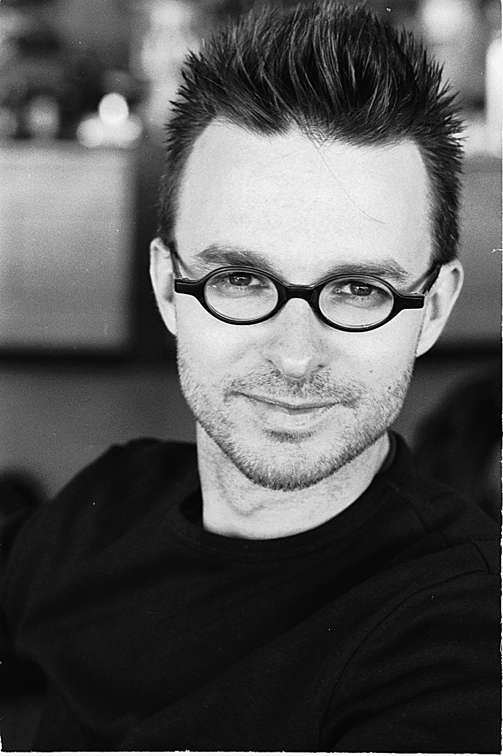
Markku Paasonen

Markku Paasonen, född 14 november 1967 i Uleåborg, är en finsk författare. Han har publicerat fyra diktsamlingar, senast prosadiktsamlingarna Voittokulku (Segertåget, 2001) och Lauluja mereen uponneista kaupungeista (Sånger om sjunkna städer, 2005; svensk översättning 2006). Han tilldelades den finska statens litteraturpris år 2002, och Sånger om sjunkna städer nominerades för Nordiska rådets litteraturpris år 2007. Markku Paasonen är gift med Ranya Paasonen.

## Utgivet på svenska
- Sånger om sjunkna städer (prosadikter, 2006)